# Gurania malacophylla
Gurania malacophylla är en gurkväxtart som beskrevs av João Barbosa Rodrigues. Gurania malacophylla ingår i släktet Gurania och familjen gurkväxter. Inga underarter finns listade i Catalogue of Life.

## Bildgalleri

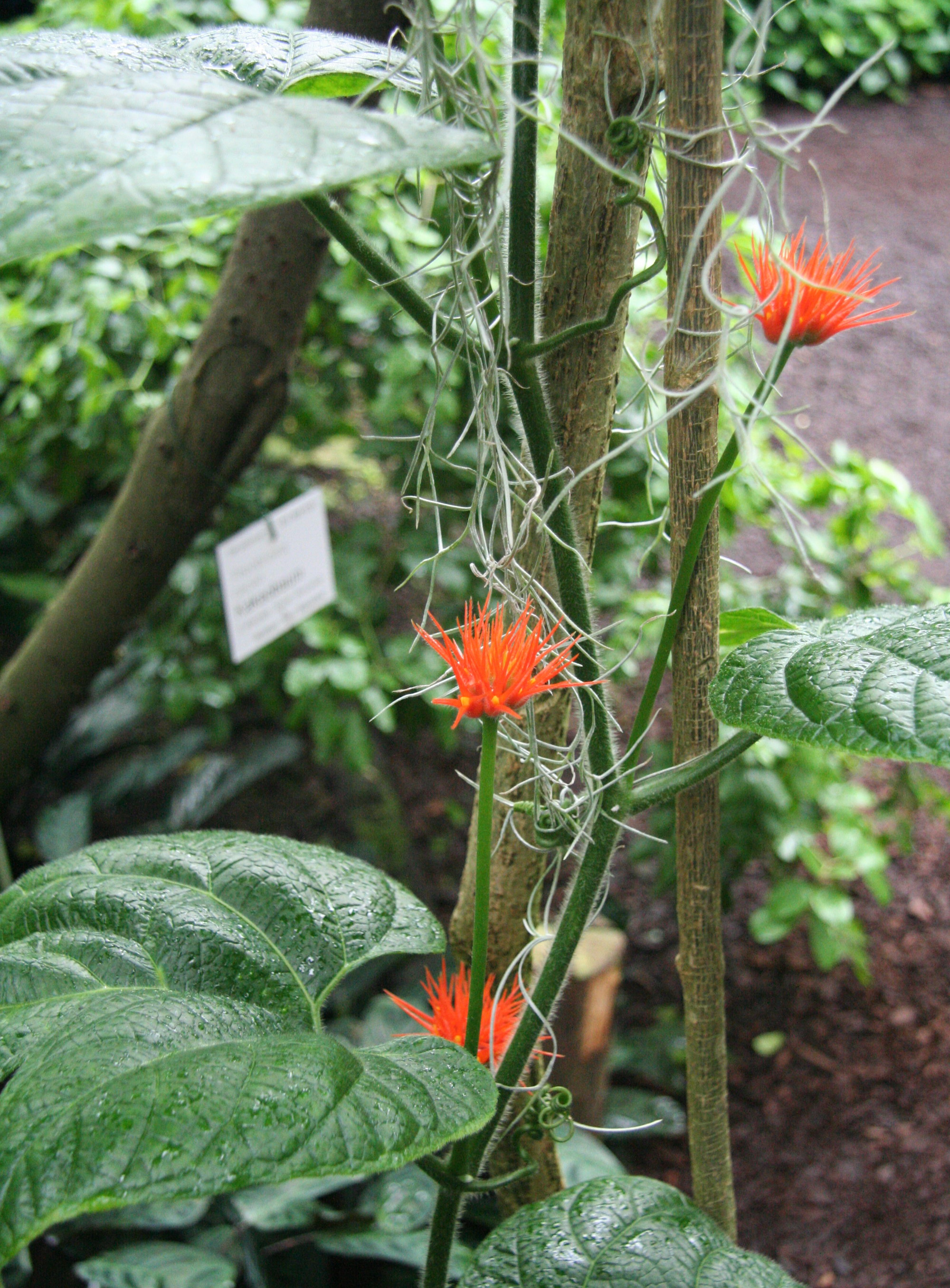
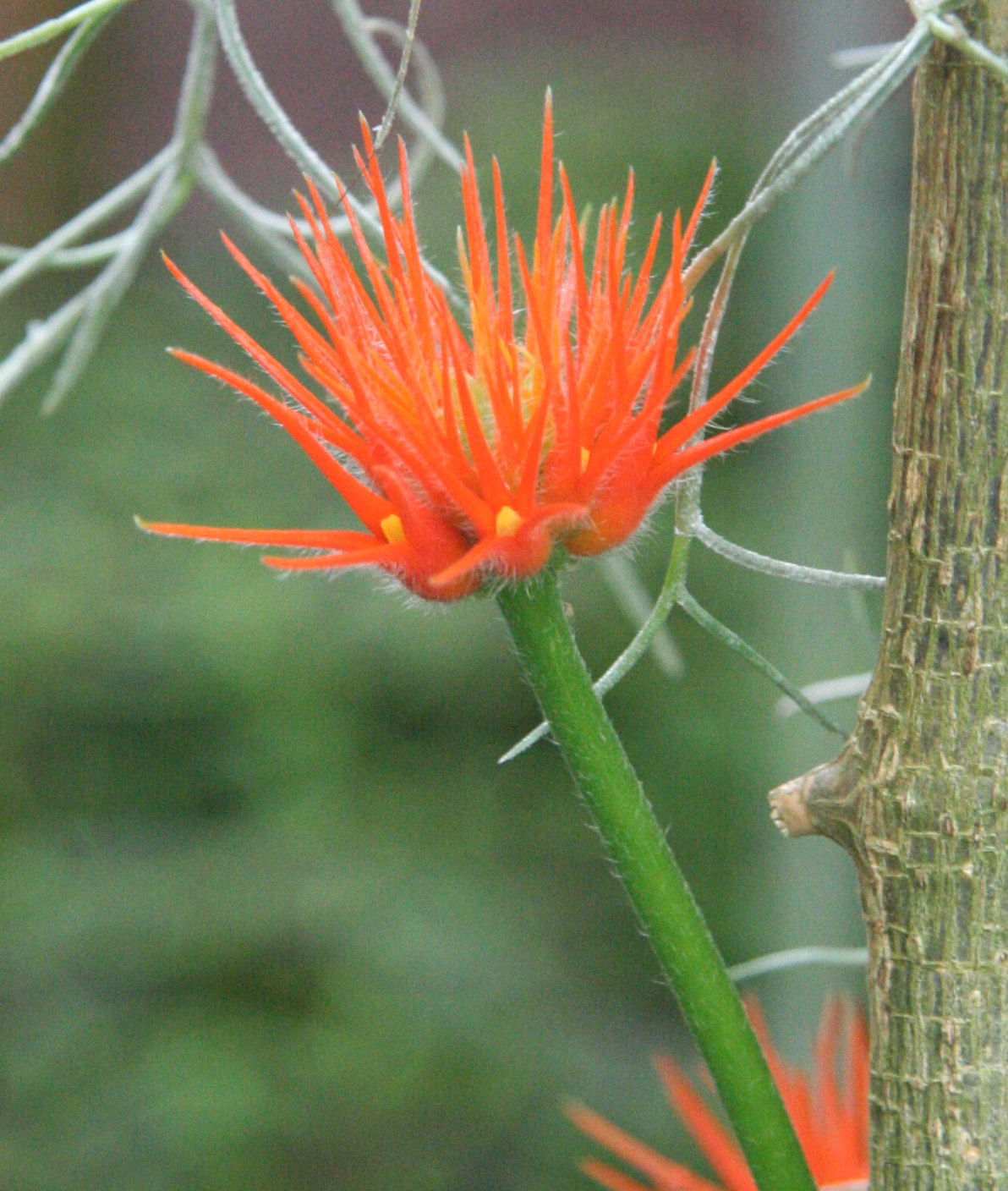
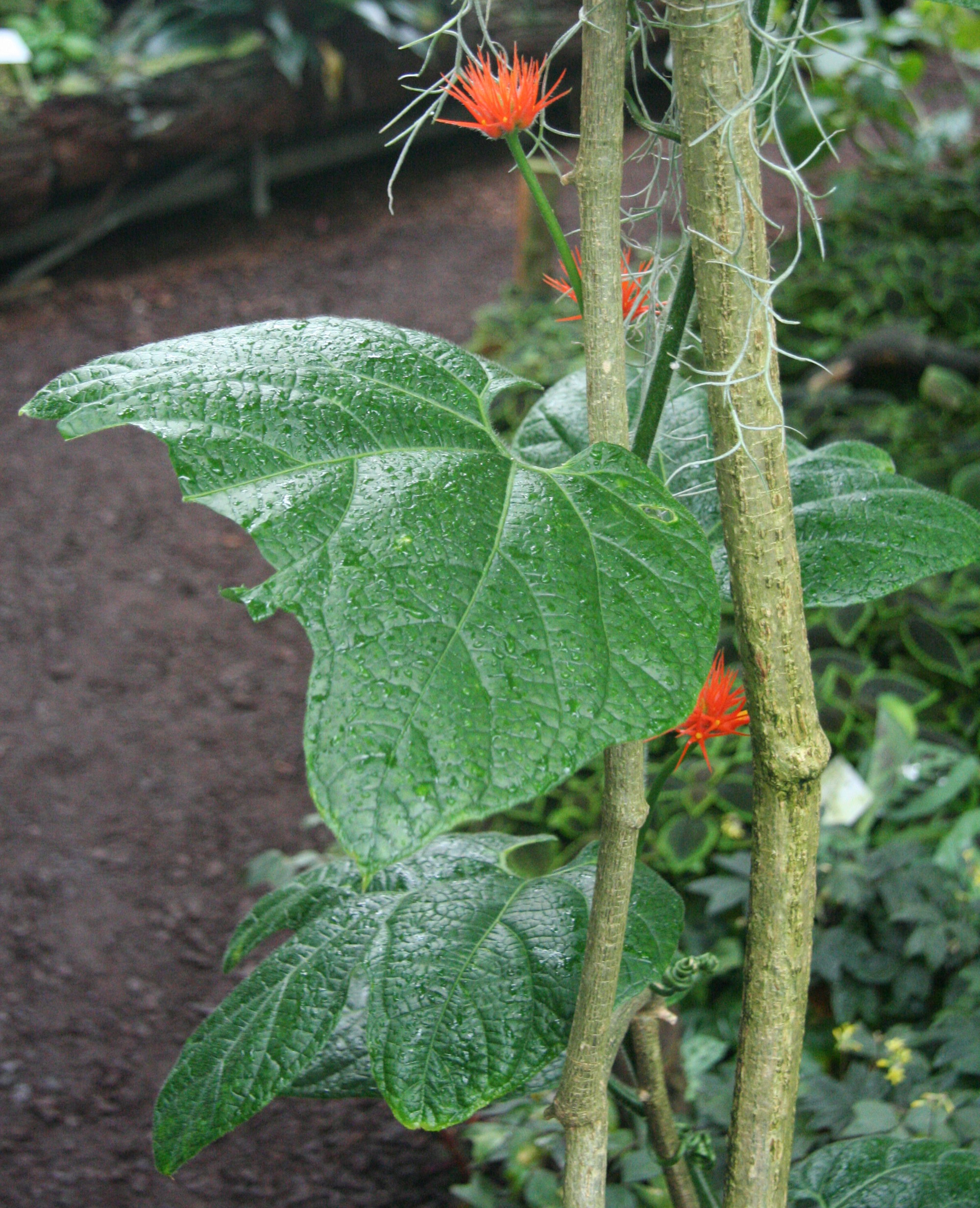